# Fausto Zadra
Fausto Zadra (Barranquitas, provincia de Santa Fe, Argentina, 20 de marzo de 1934 - Roma, 17 de mayo de 2001) fue un pianista argentino formado con Vicente Scaramuzza en Buenos Aires y Carlo Zecchi en la Academia de Santa Cecilia romana.
Se radicó en Italia en 1954. Junto a Zecchi fundó el Festival de Taormina.
Residiendo la mayor parte del tiempo en Roma, junto a su mujer, la pianista belga Marie Louise Bastyns, madre de sus tres hijos, Fausto Zadra formó varias generaciones de pianistas, provenientes de muchos países sobre todo de Europa, en sus últimos años en la École Internationale de Piano (Escuela Internacional de Piano) de Pully/Lausana (Suiza), que él había creado. 
Falleció durante un concierto en Roma en el Teatro Ghione.

## Alumnos de Fausto Zadra
- Cinzia Dato[1]
- Savika Cornu Zozor  Archivado el 4 de marzo de 2016 en Wayback Machine.
- Mirta Herrera
- Stefano Mancuso
- Achille Gallo
- Filippo Balducci official website
- Riccardo Zadra
- Federica Righini
- Alessandro Drago
- Cristiano Zanellato
- Fabrizio Siciliano
- Elisabetta Pani
- Lucia Pittau
- Alessandra Torchiani
- Marco Giovannetti
- Luca Pierpaoli
- Marco Toniatti
- Raffaele Longo
- Ralf Nattkemper
- Pierre Goy
- Marie-Christine Calvet
- Didier Castell-Jacomin
- Elisa Bortolozzo
- Dan Segura
- Carlos Amat
- Jesus Gomez
- Volker Ziemendorff
- Esther Barandiaran Amillano
- Itxaso Aristizabal
- Ida Mazzonetto
- Christine Schütze
- Cristina Pantaleoni
- Cristina Musso
- Maite Perrurena
- Eva-Maria Alexandre
- Maria-Angeles Cuevas
- Moema Rodrigues [http://www.lamona-trio.com/?page=accueil (enlace roto disponible en Internet Archive; véase el historial, la primera versión y la última).]
- Marlyse Lugrin Fasel
- Guy Fasel
- Massimiliano Faraci
- Chiara Migliari
- Filippo Balducci

- Datos: Q5645717
- Multimedia: Fausto Zadra / Q5645717

1. ↑  «CINZIA DATO | PIANISTA» (en italiano). Consultado el 17 de mayo de 2019.